# كيفن براون (صحفي)
كيفن براون (بالإنجليزية: Kevin Brown)‏ هو ناقد موسيقي وصحفي ومترجم أمريكي، ولد في 3 سبتمبر 1930 في كانساس سيتي في الولايات المتحدة.